# Orden de Australia
La Orden de Australia (OA) (en inglés, Order of Australia, AO) es una orden de caballería cuyo propósito es «reconocer a ciudadanos de Australia y a otras personas sus logros o por servicios meritorios». La orden fue establecida el 14 de febrero de 1975, cuando la reina Isabel  II firmó el decreto de creación. Anteriormente, los ciudadanos australianos recibían condecoraciones británicas. Originalmente había también Caballeros y Damas de la Orden, pero esta práctica se suspendió a finales de la década de 1980 tras un acuerdo entre los grandes partidos políticos de Australia.
La Orden de Australia se modeló según la Orden de Canadá. Sin embargo, su entrega es mucho más liberal en Australia que en Canadá, especialmente al premiar a extranjeros.

## Descripción y grados
Originalmente la orden tenía cuatro grados y una medalla, tanto en su versión civil como militar:
- Caballero / Dama de la Orden de Australia (AK / AD) - Solo en versión civil, no se otorga desde 2015.[nota 1][2]
- Compañero de la Orden de Australia (AC) - por logros importantes y méritos del más alto grado en servicio de Australia o de la humanidad.[2]
- Oficial de la Orden de Australia (AO) - Por servicios distinguidos de un alto grado a Australia o a la humanidad.[2]
- Miembro de la Orden de Australia (AM) - por servicios en una localidad particular o campo de actividad o que benefician a un grupo particular.[2]
- Medalla de la Orden de Australia (OAM) - por servicios merecedores de una distinción particular.

El rey es la soberano de la orden. El gobernador general de Australia es  su rector y compañero principal. Toda persona puede nominar a un ciudadano australiano. Las nominaciones son estudiadas por el Consejo de la Orden de Australia, sin interferencia política, y luego aprobadas por el gobernador general. No existe premiación póstuma, se otorga dos veces al año, en el Día de Australia y en el Cumpleaños Oficial del Rey.

## Insignia

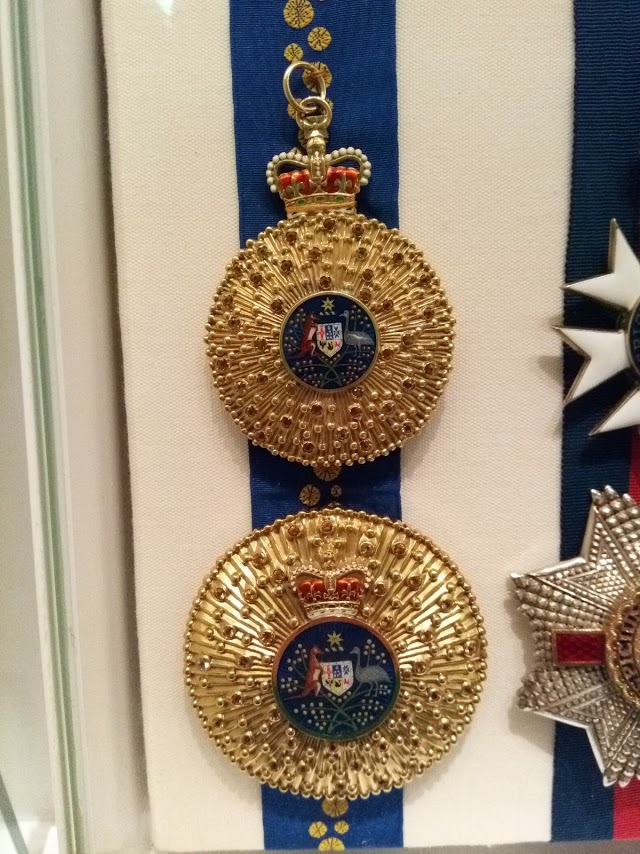
Insignia de los Caballeros y Damas de la Orden de Australia

El distintivo de la Orden de Australia fue diseñado por Stuart Devlin, quien también diseñó las monedas de Australia. Su forma es la de un disco convexo (en oro para los compañeros y oficiales, con baño de oro para miembros y medallas) que representa una flor de acacia dorada. En el centro hay un anillo que representa el mar, con la palabra 'Australia' detrás de dos ramas de acacia dorada. El disco completo está coronado con la corona real. La cinta de la orden es azul con una tira central de flores de acacia dorada.